# Арпажон-сюр-Сер (кантон)
Арпажо́н-сюр-Сер (фр. Arpajon-sur-Cère) — кантон во Франции, находится в регионе Овернь, департамент Канталь. Входит в состав округа Орийак.
Код INSEE кантона — 1526. Всего в кантон Арпажон-сюр-Сер входят 6 коммун, из них главной коммуной является Арпажон-сюр-Сер.

## Коммуны кантона
| Коммуна         | Население, чел. (1999) | Почтовый индекс | Код INSEE |
| --------------- | ---------------------- | --------------- | --------- |
| Арпажон-сюр-Сер | 5 545                  | 15130           | 15012     |
| Везак           | 952                    | 15130           | 15255     |
| Везель-Русси    | 143                    | 15130           | 15257     |
| Лабрус          | 379                    | 15130           | 15085     |
| Прюне           | 517                    | 15130           | 15156     |
| Тесьер-ле-Булье | 268                    | 15130           | 15234     |

## Население
Население кантона на 1999 год составляло 7 804 человека.
| 1962  | 1968  | 1975  | 1982  | 1990  | 1999  | 2006 | 2007 |
| ----- | ----- | ----- | ----- | ----- | ----- | ---- | ---- |
| 4 905 | 5 339 | 6 363 | 7 079 | 7 627 | 7 804 | —    | —    |